# Tayloria scabriseta
Tayloria scabriseta är en bladmossart som beskrevs av Mitten 1869. Tayloria scabriseta ingår i släktet trumpetmossor, och familjen Splachnaceae. Inga underarter finns listade i Catalogue of Life.